# Інцидент у Ваїрау
Інциде́нт у Ваїра́у, також різани́на у Ваїрау — перше велике збройне зіткнення між маорі й британськими поселенцями після підписання Договору Вайтангі в 1840 році. У сутичці маорі втратили чотирьох осіб убитими й трьох пораненими, а колоністи — вбитими 22 людей і пораненими п'ятьох.
Цей інцидент призвів до посилення побоювань білих поселенців перед збройним повстанням маорі й був першим серйозним викликом для губернатора Роберта Фіц-роя, який вступив на посаду в грудні того ж 1843 року. Фіц-рой був підданий різкій критиці поселенцями. Новозеландська компанія, заснована в Лондоні в 1839 році, винесла вердикт, згідно з яким маорі були покарані за вбивство білих поселенців.

## Основи

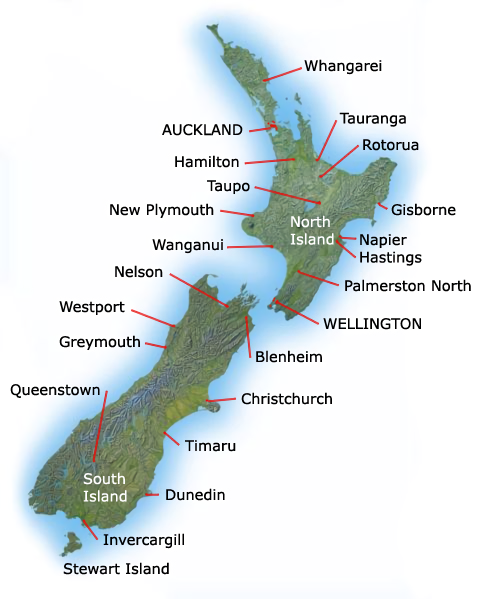
Долина Ваїрау знаходилася між містами Нельсон і Бленім на півночі Південного острова

Новозеландська компанія почала будувати селища навколо міста Нельсон на північній частині Південного острова в 1840 році. У 1841 році вони повинні були отримати 200 000 акрів (810 км²), але в кінці року, попри те, що всі земельні ділянки були продані в Англії, агенти компанії в Новій Зеландії натрапили на труднощі з отриманням достатньої площі землі. Поселенці стали купувати великі ділянки землі безпосередньо у маорі, не повідомляючи нову колоніальну владу, часто не перевіряючи права продавців розпоряджатися наданими землями. Така ситуація призводила напруги та суперечок між зацікавленими сторонами.
У січні 1843 року капітан Артур Вейкфілд, який був призначений Новозеландською компанією керівником першої групи поселенців, спрямованих в Нельсон, написав своєму братові, полковнику Едварду Вейкфілду, одному із засновників Новозеландської компанії, що він знайшов хороші земельні угіддя у Ваїрау, приблизно у 25 км від Нельсона. Він мав у своєму розпорядженні підроблений акт власності, який придбав у вдови китобійного капітана, де говорилося, що він купив землю у вождя Те Раупараха з племені нгаті-тоа в Еджкамбі. У березні 1843 року у своєму листі до компанії Артур Вейкфілд повідомляв про очікувані труднощі з місцевим населенням.
Причини для занепокоєння були очевидними. Вожді маорі Те Раупараха і Те Рангіхаеата та їхні родичі з племені нгаті-тоа були власниками цієї землі й нікому її не продавали. Досі подібні суперечки вирішувалися шляхом переговорів, і Те Раупараха був готовий обговорити питання про землю у Ваїрау.

## Зіткнення

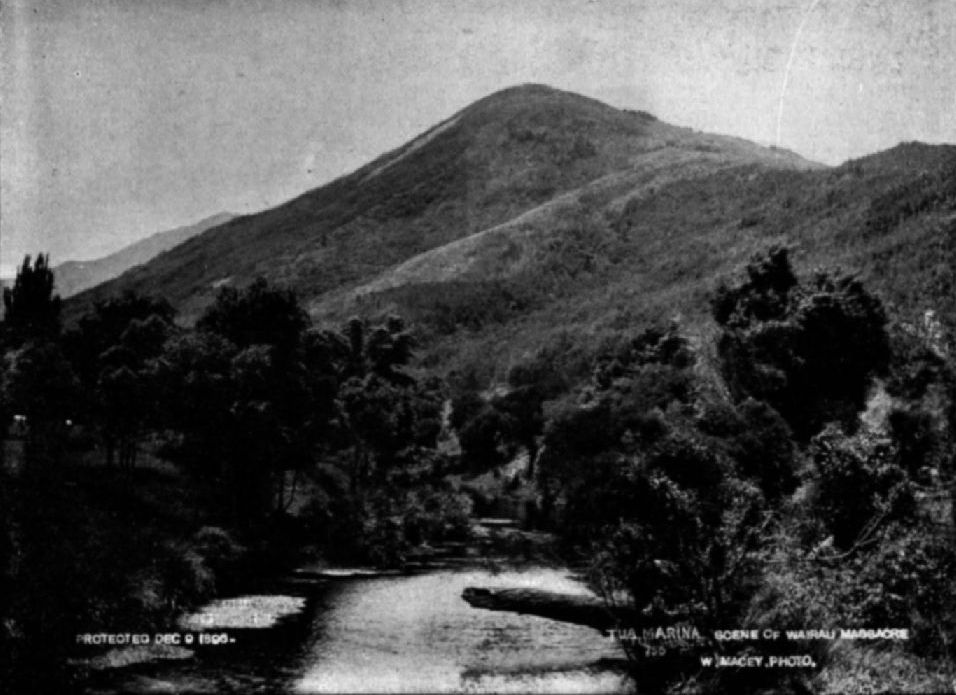
Місце Ваїрау в околицях Еджкамбу

У січні 1843 року Нохоруа, старший брат Те Раупарахі, відправився на чолі делегації вождів у Нельсон, щоб протестувати проти дій білих колоністів у долині Ваїрау. Через два місяці сам Те Раупараха прибув у Нельсон, де захотів, щоб питання власності на землю було передано на розгляд Новозеландській земельній комісії під керівництвом Вільяма Спейна. Артур Вейкфілд виступив проти й заявив вождю Те Раупараху, що якщо місцеві маорі завадять землемірам, відправленим у долину Ваїрау, то він особисто на чолі трьохсот колоністів заарештує вождя. Вейкфілд швидко відправив у долину три групи землемірів, які були негайно затримані маорі. Маорі пошкодили вимірювальні прилади, але людей відпустили.
Вожді Те Раупараха і Нохоруа 12 травня написали Вільяму Спейну, просячи його швидко прибути на Південний острів, щоб ознайомитися з претензіями Новозеландської компанії на долину Ваїрау. Спейн відповів, що приїде, щойно завершить свої справи у Веллінґтоні. Через місяць, не дочекавшись прибуття Вільяма Спейна, вождь Те Раупараха прибув у Ваїрау, де знищив всі прилади, інструменти й спалив житла землемірів, які були взяті під варту і відправлені у Нельсон.
Артур Вейкфілд зібрав у Нельсоні групу і відправився в долину Ваїрау. Поліція видала ордер на арешт вождів Те Раупараха і Те Рангіхаєата. Вранці 17 червня група білих колоністів (від 50 до 60 осіб) підійшла до табору маорі в долині Ваїрау. Вони були озброєні ножами, багнетами, пістолетами й мушкетами. Вождь Те Раупараха мав під своїм командуванням близько 90 воїнів-маорі. Також були присутні багато жінок і дітей. Те Раупараха дозволив шістьом білим прибути у свій табір, а іншим британцям велів залишатися на іншій стороні струмка. Під час зустрічі англійці спробували заарештувати Те Раупараху. Між колоністами та маорі почалась перестрілка. З обох сторін було кілька убитих, серед них виявилася дружина Те Рангіхаєати й дочка Те Раупарахі. Білі відступили по схилу іншого боку струмка під вогнем воїнів нгаті-тоа. Те Раупараха наказав воїнам переслідувати білих. Англійці були повністю оточені силами маорі, яких було більше, і змушені здатися. Вождь Те Рангіхаєата (зять і племінник Раупараха) зажадав помститися за смерть своєї дружини. Всі полонені білі, в тому числі Артур Вейкфілд, були вбиті маорі. Під час зіткнення маорі втратили чотирьох убитими й трьох поранених, а поселенці вбитими двадцять два і пораненими п'ять осіб.

## Наслідки

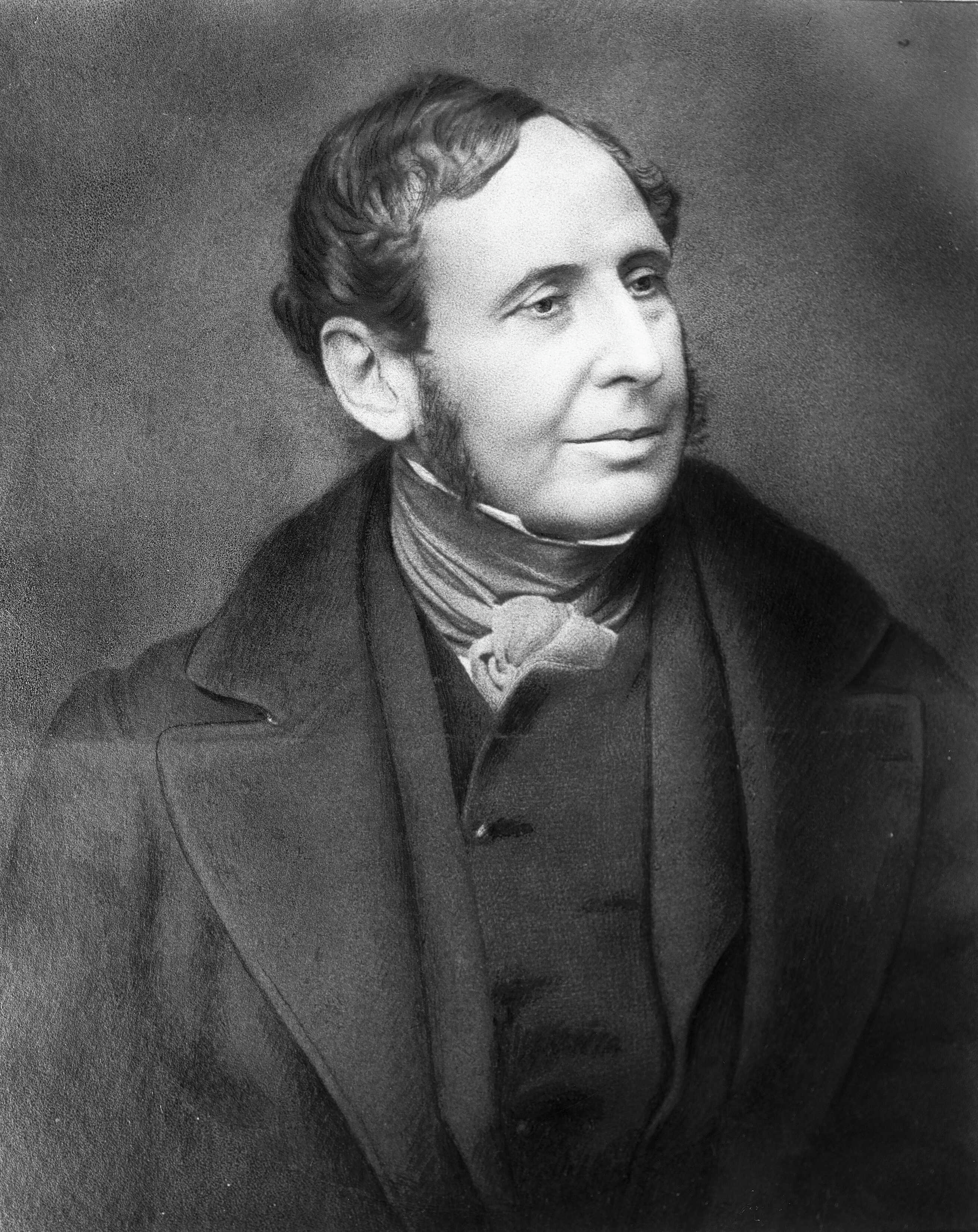
Роберт Фіц-рой (1805—1865), губернатор Нової Зеландії (1843—1845)

Чутки про різанину, влаштовану тубільцями над британськими громадянами, дійшли навіть до Англії. Продаж земельних ділянок Новозеландською компанією практично припинився. Громадськості стало відомо, що компанія використовувала нечесні методи у продажі земельних ділянок, а відомості в газетах про те, що трапилося, далекі від реальності. Серед поселенців у Нельсоні панувала нервова атмосфера. Депутація від місцевих жителів була відправлена до уряду зі скаргою на дії тубільців.
До кінця січня або на початку лютого 1844 року новий новозеландський губернатор Роберт Фіц-рой через місяць після вступу на посаду відвідав міста Веллінґтон і Нельсон, щоб спробувати залагодити інцидент між поселенцями та маорі. Губернатор дорікнув представникам Новозеландської компанії й видавцям The New Zealand Gazette за їхнє агресивне ставлення до маорі та заявив, що землі місцевого населення не можуть бути продані без їхньої згоди. Губернатор також зажадав, щоб особи, які видали ордер на арешт вождів маорі, відмовилися від своїх посад.
З Нельсона Роберт Фіц-рой з підлеглими прибув у місто Уекана на Північному острові, де провів власне розслідування інциденту на рівнині Ваїрау. На судовому засіданні були присутні понад п'ятсот маорі. Губернатор Роберт Фіц-рой заявив, що в інциденті у Ваїрау винні пакеха (жителі Нової Зеландії європейського походження). Вожді Раупараха, Рангіхаєата й інші маорі розповіли губернатору свою версію події, під час якої Фіц-рой робив нотатки й ставив додаткові питання.
Поселенці й представники Новозеландської компанії були обурені заявами нового губернатора, який діяв розсудливо і прагматично. Маорі мали перевагу над поселенцями в співвідношенні 900:1. Багато племен протягом десятиліть накопичили зброї, за допомогою якої вони могли б знищити білих у районах Веллінгтона і Нельсона. Роберт Фіц-рой усвідомлював малоймовірність того, що британський уряд надішле війська для захисту білих і боротьби проти маорі. Звіт Фіц-роя був схвалений секретарем у справах колоній лордом Стенлі, який заявив, що акція під керівництвом Томпсона і Вейкфілда була «явно незаконною, несправедливою і нерозумною, і що їхня смерть була „природним наслідком“». Вільям Вільямс, лідер Асоціації місіонерів церкви, також чітко вказав на провину самих білих поселенців.
У листопаді 1845 р. новозеландський губернатор Роберт Фіц-рой, якого не підтримували місцеві колоністи, був відправлений у відставку. Його замінив Джордж Грей.
Після інциденту у Ваїрау вождь Те Раупараха більше ніколи не повертався в долину Ваїрау. У 1846 році він був схоплений під час кампанії в долині Гатт і поміщений у в'язницю в Окленді без пред'явлення звинувачень.